# Héctor González
Héctor González Garzón (1937. június 7.  – 2015. augusztus 23.)  kolumbiai válogatott labdarúgó. 

## Pályafutása

### Klubcsapatban
1959 és 1965 között az Independiente Santa Fe játékosa volt. 1966-ban a Deportes Tolima csapatához került, ahol egy szezont játszott. Az Independiente csapatával egy alkalommal nyerte meg a kolumbiai bajnokságot.

### A válogatottban
1961 és 1963 között 11 alkalommal szerepelt a kolumbiai válogatottban és 1 gólt szerzett. Részt vett az 1962-es világbajnokságon és az 1963-as Dél-amerikai bajnokságon.

## Sikerei
Independiente Santa Fe
- Kolumbiai bajnok (1): 1960

## Külső hivatkozások
- Héctor González – a FIFA adatbázisában
- Héctor González adatlapja a National-Football-Teams.com oldalon (angolul)

- Héctor González (angol nyelven). 11v11.com